# Liberă din nou
Liberă din nou este al doilea album solo al cântăreței Andreea Bălan. Albumul a fost promovat de două piese: „Liberă din nou” și „Plâng de dor”. Prima piesă a atins locul 78 în Romanian Top 100, în timp ce „Plâng de dor” a ratat topul.
În 2003, după lansarea single-ului „Nopți de vară” care a câștigat locul 1 la Festivalul de la Mamaia, secțiunea șlagăre, albumul a fost relansat pentru a include piesa, precum și un remix la cântecul „Plâng de dor”. În ciuda faptului că a câștigat trofeul Mamaia, nici „Nopți de vară” nu a avut succes în topurile radiourilor, ajungând doar pe locul 75 în Romanian Top 100.

## Lista pieselor

### Ediția standard
| No. | Numele piesei                      | Durata |
| --- | ---------------------------------- | ------ |
| 1   | „Liberă din nou” (radio edit)      | 3:22   |
| 2   | „Plâng de dor”                     | 3:21   |
| 3   | „Te iubesc”                        | 3:07   |
| 4   | „Don't you love me”                | 3:07   |
| 5   | „Rebelă în noapte”                 | 3:52   |
| 6   | „Liberă din nou” (video edit)      | 3:34   |
| 7   | „Nu cred în povești”               | 3:34   |
| 8   | „De la primul sărut” (house remix) | 3:42   |
| 9   | „Te joci cu mine” (house remix)    | 3:34   |
| 10  | „Liberă din nou” (house remix)     | 3:23   |

### Ediția specială
| No. | Numele piesei                          | Durata |
| --- | -------------------------------------- | ------ |
| 1   | „Nopți de vară fierbinți” (radio edit) | 3:33   |
| 2   | „Plâng de dor” (video edit)            | 3:45   |
| 3   | „Liberă din nou”                       | 3:22   |
| 4   | „Plâng de dor”                         | 3:21   |
| 5   | „Te iubesc”                            | 3:07   |
| 6   | „Don't you love me”                    | 3:45   |
| 7   | „Rebelă în noapte”                     | 3:52   |
| 8   | „Liberă din nou” (video edit)          | 3:34   |
| 9   | „Nu cred în povești”                   | 3:34   |
| 10  | „De la primul sărut” (house remix)     | 3:42   |
| 11  | „Te joci cu mine” (house remix)        | 3:31   |
| 12  | „Liberă din nou” (house remix)         | 3:23   |
| 13  | „Plâng de dor” (UNU' in the dub remix) | 3:59   |
| 14  | „Nopți de vară fierbinți” (video edit) | 3:46   |

## Piese promovate
| Piesa            | Clasamentul      | Poziția maximă |
| ---------------- | ---------------- | -------------- |
| „Liberă din nou” | Romanian Top 100 | 78             |
| „Plâng de dor”   | Romanian Top 100 | -              |
| „Nopți de vară”  | Romanian Top 100 | 75             |

## Maxi single-ul „Plâng de dor”
În 2003, Bălan a lansat primul ei maxi single din carieră, pentru piesa „Plâng de dor”. Acesta conține varianta originală a piesei, o variantă mai lungă și un remix R&B.

### Lista pieselor
| No. | Numele piesei                          | Durata |
| --- | -------------------------------------- | ------ |
| 1   | „Plâng de dor” (album vers.)           | 3:23   |
| 2   | „Plâng de dor” (UNU' in the dub remix) | 3:59   |
| 3   | „Plâng de dor” (video edit)            | 3:45   |